# 朱兆祥 (力学家)
朱兆祥（1921年2月4日—2011年11月28日），男，浙江镇海人，中国力学家、教育家和科技事业活动家，宁波大学首任校长。为中国爆炸力学研究做出了开拓性贡献。

## 生平
1949年以前在浙江大学加入中国共产党，从事地下活动，反对中国国民党。1955年10月，被中国科学院派往深圳，负责接回钱学森，并协助、参与了力学研究所的创立。1957年反右运动发生后，因与钱伟长来往受处罚，被开除中国共产党党籍。其后在中国科学技术大学任教。1985年秋，宁波大学成立，朱兆祥为首任校长。